# Ikwere
Ikwere oder Ikwerre ist eine Sprache, welche vornehmlich vom Volk der Ikwere im nigerianischen Bundesstaat Rivers gesprochen wird.
Im Jahre 1973 wurde die Zahl der Ikwere-Sprachigen nach verschiedenen Berichten auf etwa 200.000 geschätzt. In Anbetracht der Bevölkerungsentwicklung in den vier Local Government Areas, in denen Ikwere gesprochen wird (Port Harcourt, Emohua, Obio-Akpor und Ikwerre), kann diese Zahl derzeit (2006) auf etwas über eine Million Sprecher geschätzt werden.
Dialekte des Ikwere sind Ndele, Ọgbakiri, Ọbịọ, Alụụ, Ịbaa und Elele; die Sprache ist eine Tonsprache und wird im lateinischen Alphabet geschrieben.
Die Zuordnung des Ikwere zu einer Sprachgruppe beziehungsweise die Einordnung der Sprache als Dialekt der Sprache Igbo bleibt ein weithin kontrovers diskutiertes Thema in der Gemeinschaft der Ikwere und in der des Igbo-Volkes; die meisten Sprachwissenschaftler ordnen das Ikwere als eigene Sprache innerhalb der Gruppe der igboiden Sprachen ein.
Da die weitaus sprecherreichere Sprache Igbo eine gewisse Dominanz in der Region innehat, hat das Ikwere im Gegensatz zur einzigen Amtssprache Englisch keinen offiziellen Status. Die meisten Ikwere sprechen Englisch als Zweitsprache. Bereits in der Zeit vor der britischen Kolonialherrschaft war Igbo als Zweitsprache verbreitet.